# Colegio de San Juan de Letran
Het Colegio de San Juan de Letran, of kortweg Letran College, of Letran is een rooms-katholiek onderwijsinstituut in de Filipijnen. Het instituut van de Dominicaanse kloosterorde werd in 1620 opgericht en bevindt zich in Intramuros, het historische ommuurde gedeelte van de Filipijnse hoofdstad Manilla. Het onderwijs dat het Colegio de San Juan de Letran aanbiedt varieert van lagere school- tot hogeschoolonderwijs. Het hoger onderwijs van het instituut is verdeeld in vijf departementen: het College of Liberal Arts and Sciences (CLAS), het College of Business Administration and Accountancy (CBAA), het College of Education (CoE), het Institute of Communication (iCOMM) en het Institute of Information Technology (iIT). De beschermheilige van de school is Johannes de Doper.
Onder de alumni van het Colegio de San Juan de Letran bevinden zich Filipijnse presidenten, zoals Manuel Quezon en Sergio Osmeña, helden van de Filipijnse Revolutie, zoals Apolinario Mabini en vele bekende dichters, geestelijken, juristen en politici.